# Сергіївка (20)
Новосергіївка або Сергіївка (в простонар. — «двадцятий») — село, що існувало на території Трохимівської сільської ради Іванівського району Херсонської області України. Ліквідоване наприкінці 60-х років 20 ст., під час т. зв. кампанії по ліквідації «не перспективних сіл» в УРСР . Населення 112 осіб (1955 р.)
Походження назви села на разі невідоме.

## Історія
Про перебування на території села людини в давнину свідчить група курганів ІІ-І тис. до н. е. на західній околиці майбутнього столипінського висілка.
Село Сергіївка (висілок № 20) засноване в 1910 р. під час Столипінської аграрної реформи селянами — переселенцями з с. Барнашовки Мелітопольського повіту Таврійської губернії. Переселилися родини Вакуленко, Ведмідь, Шпак, Прокошиних(?), Ребристих, Курас, Сечіних, Демченко. Згідно Списку населених пунктів Агайманської волості Мелітопольського повіту на 01.01.1915 р., у висілку № 20 (Новосергіївці) налічувалося 24 двори, 217 жителів (106 — чоловічої та 111 жіночої статі), 531 десятин землі,126 коней та 47 корів.
Першими мешканцями села (ймовірно) стали сім′ї Демченка Василя, Медвідя Марка, Сечіна Степана, Ребистого Якова, Довженка Пилипа, Шпака Сергія, Кубатко Пантелея, Валько Якова і Рудики Захара. Проживали мешканці села в споруджених власноруч саманних землянках, вкритих глиняною черепицею. Займалися землеробством і вирощували зернові культури.
Під час сталінської суцільної колективізації 1929—1930 рр. село стало складовою частиною (бригадою) колгоспу «Прогрес».
Датою початку гітлерівської окупації Новосергіївки, як і всієї Трохимівської сільради, вважається 19 вересня 1941 року. За період нацистського господарювання, до райху було примусово вивезено як остарбайтерів 8 осіб.
Новосергіївка (перейменування сталося за радянської влади), як і більшість висілків Трохимівської сільради, була визволена від німецько-фашистських загарбників 29 жовтня 1943 року підрозділами 87 СД 51 А. Після визволення в селі налічувалося 31 двір, мешкало 138 жителів (40 чол. та 98 жін.) з яких 49 — діти віком до 16 років. На все село припадало 36 корів. На фронті перебувало 33 чоловіків-сергіївців.
Після повоєнного відновлення діяльності колгоспу «Прогрес», Новосергіївка стала його бригадою № 4 (). Єдиним комбайнером в селі під час повоєнної відбудови був Сечін Андрій Степанович 1912 р.н. Довгожителем села на той час була 87-річна Зарубевич Єфімія Кузьминична, 1857 р.н.
Якщо в 1955 р. в селі нараховувалося 26 дворів та мешкало 112 осіб, то в 1960 р. відповідно 17 дворів та 87 осіб. Головним виробничим підрозділом села була СТФ (бригадир Клюковський Петро). В 50-х — на початку 60-х рр. м.ст. працездатні чоловіки працювали трактористами (Зик Григорій, Шумілов Іван, Костенко Олександр, Шаріпов Володимир, обліковець ТБ Ребристий Микола) або шоферами (Демчеко Іван, Медвідь Іван, Дирин Віктор). Жінки працювали на пташнику (Демченко Олександра, Дирина Ксенія, Шпак Ксенія), свинарками або доярками (Уколова Ніна, Рудика Надія, Кострицька Євгенія, Андрущак Ніна). Конюхами були Лазарєв Володимир та Шпак Петро,  а мотористом  — Рябік Харитон. Біля села знаходився колгоспний сад та огород, що поливався із артезіанського колодезя — першого на території сільради. Обложний каменем, він зберігся й донині біля т. зв. «двадцятівського» ставка.
Наприкінці 1960-х років Сергіївка (офіційно - Новосергіївка), як не перспективне село, почала примусово ліквідовуватися, а мешканці стали переселятися до сусідньої Трохимівки. Останніми покинули село родини Кострицьких, Чмихало, Костенко, Шпак та Шаріпових.
Список мешканців Сергіївки на 1955 рік
| № п\п, прізвище та ім'я дорослих членів | рік народж. | примітки | № п\п, прізвище та ім'я дорослих членів родини | рік народж. | примітки | № п\п, прізвище та ім'я дорослих членів родини | рік народж. | примітки |
| --------------------------------------- | ----------- | -------- | ---------------------------------------------- | ----------- | -------- | ---------------------------------------------- | ----------- | -------- |
|                                         |             |          |                                                |             |          |                                                |             |          |
|                                         |             |          |                                                |             |          |                                                |             |          |
|                                         |             |          |                                                |             |          |                                                |             |          |